# روبرت سيلرز
روبرت سيلرز (بالإنجليزية: Robert Sellers)‏ هو كاتب سير بريطاني، ولد في 4 فبراير 1965 في ليدز في المملكة المتحدة.

## وصلات خارجية
- روبرت سيلرز على موقع IMDb (الإنجليزية)